# The Hasty Heart
The Hasty Heart (bra: Coração Amargurado) é um filme britano-norte-americano de 1949, do gênero drama, dirigido por Vincent Sherman e estrelado por Ronald Reagan, Patricia Neal e Richard Todd.

## Produção

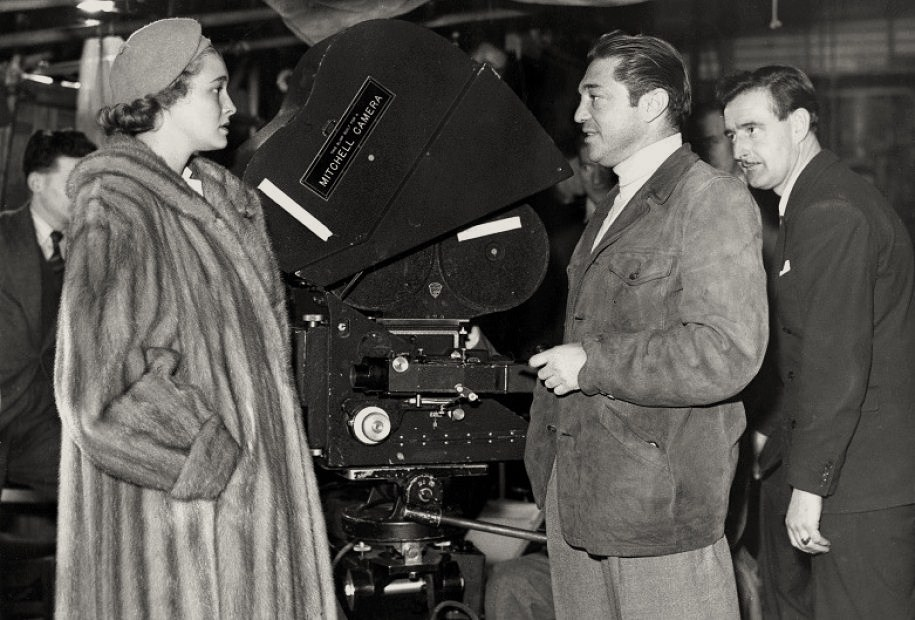
Patricia Neal, Vincent Sherman e Wilkie Cooper no set de Coração Amargurado.

Grande sucesso comercial, Coração Amargurado levou ao estrelato o até então desconhecido Richard Todd e deu a ele sua única indicação ao Oscar.
O roteiro é baseado na peça The Hasty Heart, do dramaturgo norte-americano John Patrick. A peça teve 204 apresentações na Broadway entre janeiro e junho de 1945.
Em 1983, foi realizada uma nova adaptação da peça, desta vez para a TV a cabo, com Gregory Harrison, Perry King e Cheryl Ladd.

## Sinopse
Birmânia. Ferido no último dia da Segunda Guerra Mundial, o soldado escocês Lachie MacLachlan é internado em um hospital do exército. Ele perdeu um rim e corre o risco de perder o outro. Seus novos amigos, o soldado Yank e a enfermeira Margaret, descobrem que ele tem pouco tempo de vida e tentam inutilmente esconder a verdade dele. Lachie torna-se violento e entrega-se à autocomiseração, porém Yank e Margaret não permitem que ele fique entregue à própria sorte.

## Premiações
| Patrocinador                                            | Prêmio       | Categoria | Situação                   |
| ------------------------------------------------------- | ------------ | --- | -------------------------- |
| Academia de Artes e Ciências Cinematográficas           | Oscar        | Melhor Ator (Richard Todd) | Indicado                   |
| Associação de Correspondentes Estrangeiros de Hollywood | Golden Globe | Melhor Ator em Filme Dramático (Richard Todd) Melhor Filme para a Promoção do Entendimento Universal Revelação do Ano - Ator (Richard Todd) | Indicado Vencedor Vencedor |
| Writers Guild of America                                | WGA Award    | Melhor Roteiro - Drama | Indicado                   |

## Elenco
| Ator/Atriz             | Personagem           |
| ---------------------- | -------------------- |
| Ronald Reagan          | Yank                 |
| Patricia Neal          | Margaret Parker      |
| Richard Todd           | Lachie MacLachlan    |
| Anthony Nicholls       | Tenente-Coronel Dunn |
| Howard Marion-Crawford | O Inglês             |
| Ralph Michael          | O Neozelandês        |
| John Sherman           | O Australiano        |
| Alfie Bass             | O servente           |
| Orlando Martins        | O Africano           |